# Willamette Valley
De Willamette Valley of Willamette-vallei is een streek in het noordwesten van de Amerikaanse staat Oregon. Het is de dichtstbevolkte streek in de staat. De Willamette Valley wordt omgeven door hoge bergketens in het oosten, westen en het zuiden en de vallei zelf is breed, vlak en erg vruchtbaar. De vallei maakt deel uit van een groter gebied met alluviale bodems, afgezet door de Willamette, en loopt van de Calapooya Mountains nabij Eugene naar de samenvloeiing met de Columbia in Portland.
Steden in de Willamette-vallei zijn Eugene, Springfield, Corvallis, Albany, de hoofdstad Salem, Keizer, McMinnville, Beaverton, Portland, Hillsboro en Gresham.